# Geerje Wielema
Geerje Wielema (Hilversum, 24 de julio de 1934-Almere, 18 de agosto de 2009) fue una nadadora neerlandesa especializada en pruebas de estilo libre y estilo espalda, donde consiguió ser subcampeona olímpica en 1952 en los 100 metros.

## Carrera deportiva
En los Juegos Olímpicos de Helsinki 1952 ganó la medalla de plata en los 100 metros estilo espalda, con un tiempo de 1:14.5 segundos, tras la sudafricana Joan Harrison y por delante de la neozelandesa Jean Stewart.
Y en el campeonato europeo de Turín de 1954 ganó tres medallas: oro en 100 metros espalda, plata en 4x100 metros estilo libre y bronce en 100 metros estilo libre.